# Сорнев, Игорь Андреевич
И́горь Андре́евич Сорнев (19 февраля 1919, Гжатск, СССР — 29 сентября 1982, Москва) — командир канонерской лодки «Пролетарий», старший лейтенант, Герой Советского Союза. Впоследствии вице-адмирал.

## Биография

Могила Сорнева на Кунцевском кладбище Москвы

Родился в семье служащего. Русский. Окончил 10 классов. В ВМФ с 1937 года.
- 1941 год — окончил Тихоокеанское высшее военно-морское училище.
- 1943 год — окончил Высшие специальные офицерские классы ВМФ.

С 1942 ода — член ВКП(б). Проходил службу в должности командира группы, затем — командира артиллерийской боевой части монитора «Свердлов» (Краснознамённая Амурская флотилия).
Участник советско-японской войны 1945 года.
Во время войны с Японией командовал канонерской лодкой «Пролетарий» 3-й бригады речных кораблей Амурской военной флотилии.
Командир канонерской лодки «Пролетарий» старший лейтенант Сорнев И. А. отличился 9 августа 1945 года при выполнении боевой задачи: высадка десанта и захват важного стратегического узла противника — города Фуюань (Фуюаньский десант). А канонерской лодке «Пролетарий» 30 августа 1945 года было присвоено почётное звание «гвардейская».
Указом Президиума Верховного Совета СССР от 14 сентября 1945 года за образцовое выполнение боевых заданий командования на фронте борьбы с японскими империалистами, доблесть и отвагу старшему лейтенанту Сорневу Игорю Андреевичу присвоено звание Героя Советского Союза с вручением ордена Ленина и медали «Золотая Звезда» (N 7131).
После войны был начальником отдела, начальником оперативного управления — заместителем начальника штаба Тихоокеанского флота. В 1957 году заочно окончил Военно-морскую ордена Ленина академию имени К. Е. Ворошилова, в 1961 году — Академические курсы офицерского состава при ВМА. С 1970 года — заместитель начальника Главного штаба ВМФ.
С 1978 года вице-адмирал И. А. Сорнев в запасе. Жил в Москве. Работал консультантом в Институте военной истории Министерства обороны СССР.
Скончался 29 сентября 1982 года. Похоронен на Кунцевском кладбище в Москве.

## Награды
Награждён орденом Ленина, двумя орденами Красного Знамени, орденами Отечественной войны 1-й степени, Красной Звезды, «За службу Родине в ВС СССР» 3-й степени, медалями.

## Память
19 февраля 2009 года в родном городе вице-адмирала Гагарине в Краеведческом музее прошла выставка-экспозиция «90 лет со дня рождения Игоря Андреевича Сорнева (1919—1982)».
В честь Сорнева названа одна из улиц г. Гагарина